# Стружкин, Николай Сергеевич
Николай Сергеевич Стружкин (Стружкин — сценическое имя, настоящая фамилия — Куколевский; ум. 1889) — российский актёр, поэт, писатель

, драматург, юморист

, издатель, переводчик и педагог.

## Биография
Сын мелкопоместного помещика Воронежской губернии С. Я. Куколевского, он получил первоначальное образование в Орловском кадетском корпусе. Уже во время пребывания в корпусе стали проявляться литературные и артистические задатки Куколевского: ещё с младших классов он стал писать стихотворения, а позже чуть ли не каждый праздник устраивал вместе с товарищами ученические спектакли, для которых нередко сам же писал и пьесы. По выходе из корпуса он поступил на военную службу, но скоро вышел в отставку. 
Убедившись на многочисленных любительских спектаклях в своих сценических способностях, Николай Сергеевич Куколевский в феврале 1864 года дебютировал на сцене Воронежского театра и скоро занял видное место в его труппе. Псевдоним «Стружкин», под которым он всю жизнь выступал как на сцене, так и в литературе, обязан своим происхождением шутливому предсказанию, что он будет «стружкой от щепки», т. е. от Щепкина. 
В последующие годы Стружкин странствовал по всей Российской империи, везде пользуясь большим успехом: был в Смоленске, Оренбурге, Казани, Саратове, Харькове, Киеве, Одессе. В течение нескольких сезонов он играл в Москве на сцене Артистического кружка, театра Пушкина и на сцене Немецкого клуба; в Москве он также пользовался большим вниманием публики и был ценим ею. 
Прекрасно знакомый с практикой сценического искусства, Стружкин много времени посвящал и изучению её теории. Он также читал лекции по теории драматического искусства в московском Артистическом кружке и в московском обществе любителей сценического искусства. После его смерти осталось готовое к печати руководство теории драматического искусства, часть которого была напечатана под заглавием «Записки актера» в журнале «Театральная библиотека». 
Николай Сергеевич Стружкин был разносторонне образованным человеком и прекрасно знал многие языки. Ему принадлежит перевод комедии Гёте «Совиновники», шедшей на сцене московского Артистического кружка. Сам он написал оригинальную драму «Падший ангел», но театральная цензура не выпустила её на сцену. 
Как поэт, Н. С. Стружкин известен преимущественно своими юмористическими стихотворениями, хотя у него есть немало и лирических. Юмористические его стихотворения печатались, главным образом, в «Искре», «Будильнике», «Зрителе» и «Осколках». Стих у Стружкина отличался лёгкостью и меткостью. В свое время большим распространением пользовался его юмористический перифраз «Горя от ума» А. С. Грибоедова. 
В 1870-х гг. Стружкин некоторое время издавал рукописный сатирический журнал «Шпилька», в котором появлялись лучшие его юмористические произведения. 
В 1886 году стихотворения Стружкина вышли в Москве отдельным изданием; книга разделяется на две части; «Пережитое» (лирические стихотворения) и «Между делом» (юмористические). В частной жизни Стружкин был весьма остроумным собеседником, хотя, по отзывам некоторых современников, отличался несколько желчным характером.
Николай Сергеевич Стружкин скончался 8 февраля 1889 года в городе Москве.